# Bulbophyllum lineariligulatum
Bulbophyllum lineariligulatum är en orkidé som beskrevs av Rudolf Schlechter. Bulbophyllum lineariligulatum ingår i släktet Bulbophyllum och familjen orkidéer. Arten är endemisk för norra och östra Madagaskar. Inga underarter finns listade i Catalogue of Life.